# Apsar abcaso
L'apsar è una valuta dell'Abcasia, repubblica autoproclamatasi indipendente dalla Georgia il 23 luglio 1992.
È stata introdotta dalla legge del 22 aprile 2008, e sono state emesse soltanto monete e banconote commemorative, in quanto non è possibile utilizzarle per la vendita al dettaglio, favorendo il rublo russo.

## Banconote

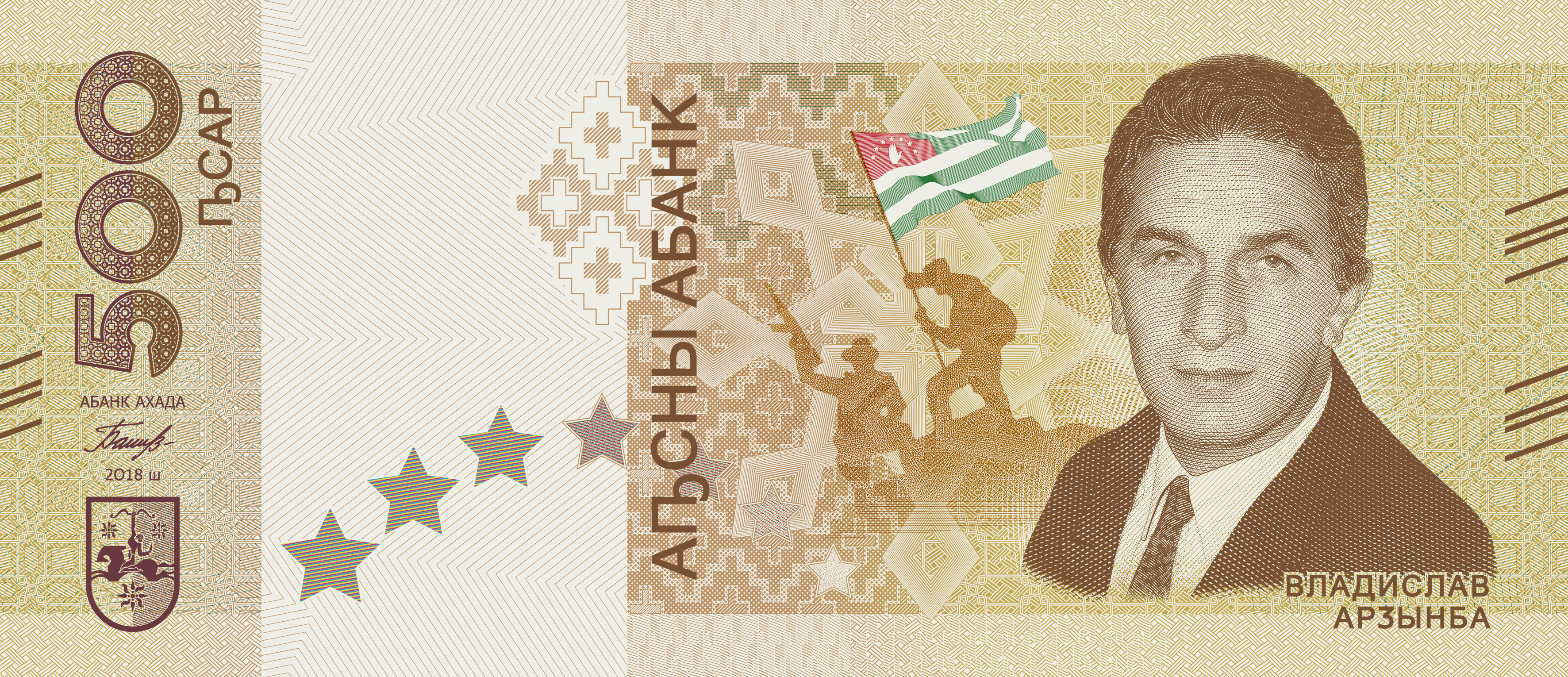
fronte

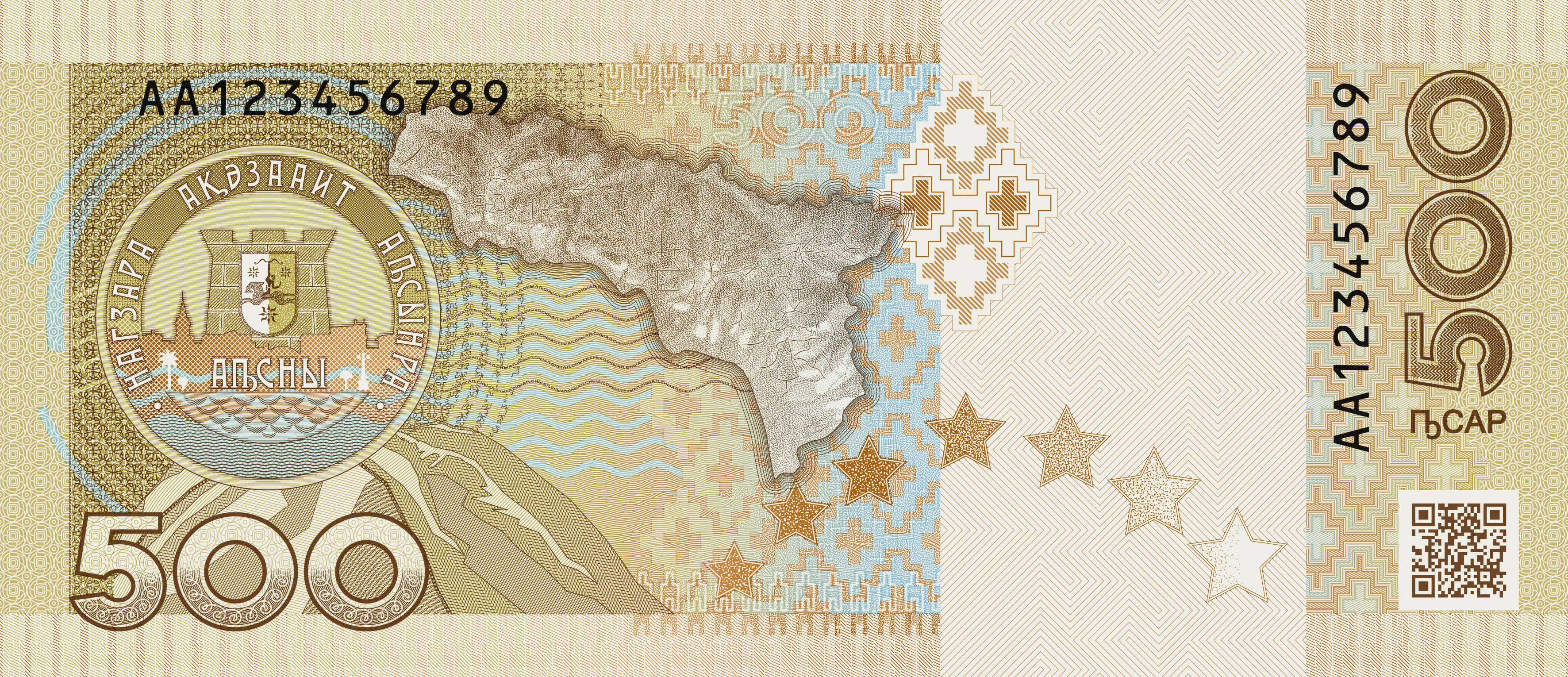
retro